# Piotr Kunysz
Piotr Kunysz (ur. 1 czerwca 1973 w Jeleniej Górze) – propagator snowboardingu oraz kitesurfingu w Polsce, autor specjalistycznych poradników szkoleniowych.
Po ukończeniu studiów doktoranckich pracował w Zespole Sportów Zimowych (AWF Wrocław). W roku akademickim 2006/2007 objął stanowisko kierownika Zespołu Sportów Zimowych. Od 2002 roku jest członkiem zarządu PZS, od 2006 roku szefem komisji szkolenia PZS. Jest właścicielem Centrum Szkolenia Kite&Snow SIGN-X w ramach którego wspólnie z wyszkolonymi przez siebie instruktorami organizuje szkolenia z zakresu snowboardingu i kitesurfingu. Piotr Kunysz jest instruktorem wykładowcą PZS, instruktorem PZN, MENiS kitesurfingu oraz IKO (International Kiteboarding Organisation) level II.
Na Akademii Wychowania Fizycznego we Wrocławiu zajmuje się wykładaniem przedmiotów takich jak: łyżwiarstwo, podstawy bezpieczeństwa w górach w okresie zimowym, rekreacja zimowa, model zagospodarowania turystycznego, specjalizacja instruktorska, podstawy kitesurfingu, podstawy techniki snowboardowej, podstawy techniki freestylowej w snowboardzie. Był redaktorem naczelnym magazynu Free&Style. Publikuje do pism specjalistycznych takich jak Deska, Sportowy Styl, Snowboard, Ślizg.

## Publikacje (wybór)
- „Snowboard, technika, metodyka, szkolenie”, COS, Warszawa 1999 (współautor)
- „Snowboard śladami instruktora”, Alma-Press, Warszawa 2002, ISBN 83-7020-303-5
- „Teoretyczne podstawy wybranych dyscyplin zimowych”, Wrocław, 2006 ISBN 83-89156-60-1
- „Kitesurfing bezpieczny i łatwy”, Alma-Press, Warszawa, 2008, ISBN 978-83-7020-382-5